# F-Droid
是一个Android应用程序的软件资源库（或应用商店）；其功能类似于Google Play商店，但只包含自由及开放源代码（FOSS）软件。应用可从F-Droid网站或直接从F-Droid客户端应用浏览及安装，F-Droid客户端应用会自动更新其应用。F-Droid不要求用户注册账号。如果应用包含广告、用户分析器，追踪器或倚赖非自由软件，会被标记存在「负面特征」（antifeatures）。运行F-Droid的服务器也均使用FOSS软件，从而允许任何人创建自己的软件库。

## 历史

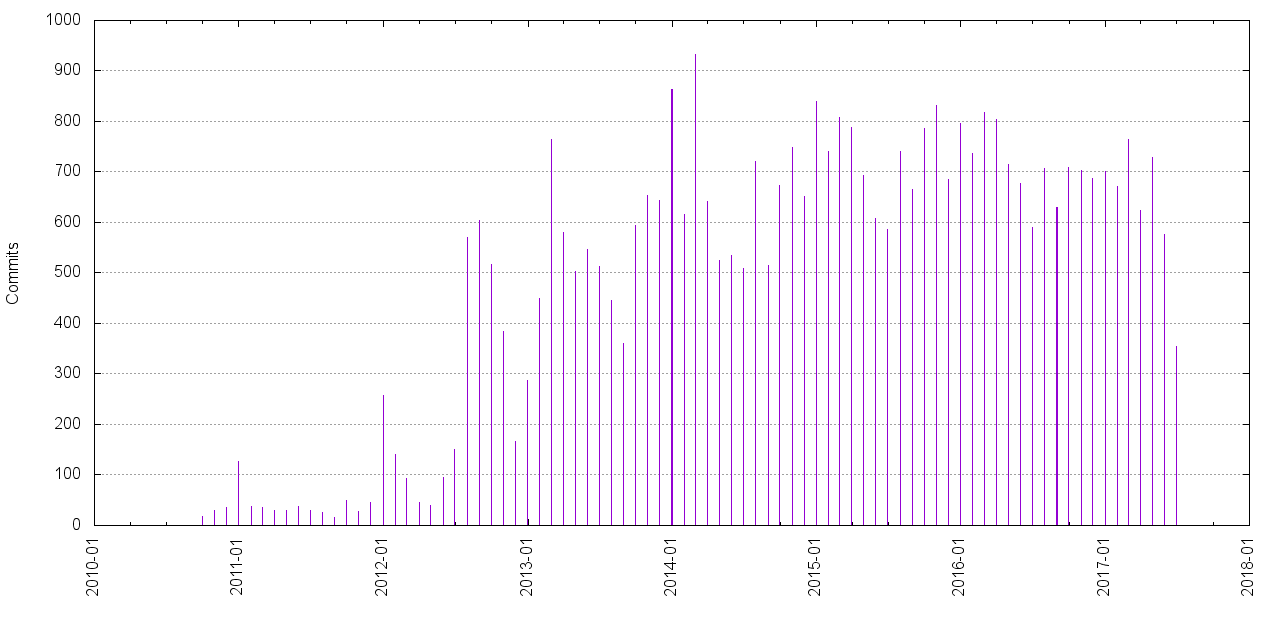
F-Droid的开发速度随着时间的推移而增长

2010年，F-Droid由英国电子游戏设计师Ciaran Gultnieks创建。客户端是复刻Aptoide的源代码。该项目现由英格兰的非盈利机构F-Droid Limited运营。基于Android的完全自由操作系统Replicant很快宣布使用F-Droid为其默认的应用商店。
支持人權護衛者和活动人士的The Guardian Project于2012年初开始运营他们自己的F-Droid软件库。自由软件基金会欧洲分会于同年在他们的“Free Your Android!”运动中称赞了F-Droid，提醒人们注意专有软件的安全及隐私风险。F-Droid也被选中为GNU计划30周年纪念《GNU a Day》活动的一部分，以鼓励人们使用自由软件。
2023年6月获中国防火墙封锁。

## 项目的范围
截止2021年2月，相比较于Google Play商店的295万，F-Droid资源库包含了至少3,800个应用程式。该计划包含了几个次级软件项目：
- 从F-Droid资源库搜索、下载、查验及升级Android应用的客户端；
- fdroidserver——用于管理已有和创建新资源库的工具。
- 用于资源库的基于WordPress的web前端。

## 客户端应用

Get it on F-Droid标志

为安装F-Droid客户端，用户需要从官方网站找到APK（安装文件），并从Android设置中允许从“未知来源”安装应用，然后安装。由于Google Play 开发者分发协议中的反竞争条款，F-Droid客户端不能通过Google Play商店安装。
0.66版中客户端增加了通过蓝牙与其他设备分享已安装应用的功能。这个功能可以离线使用并在网状网络环境中得到验证。

## 延伸阅读
- Amadeo, Ron. . Ars Technica. 29 July 2014  [29 July 2014]. （原始内容存档于2014-07-30）.